# Acrobasis
Acrobasis là một chi bướm đêm thuộc họ Pyralidae.

## Hình ảnh

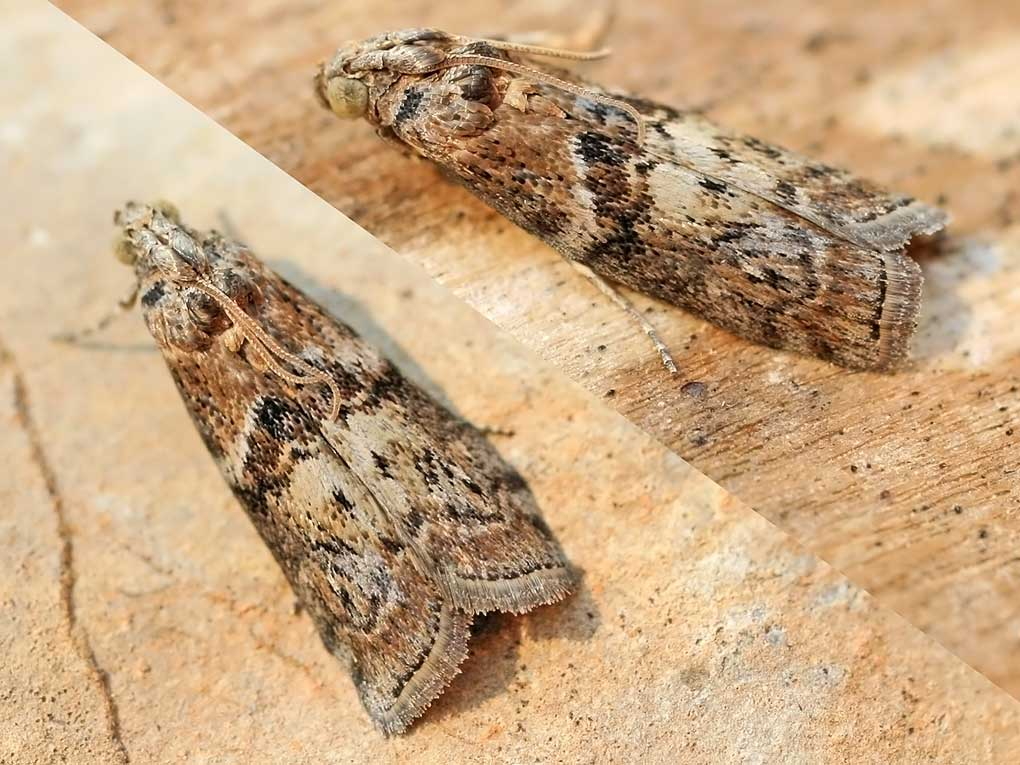
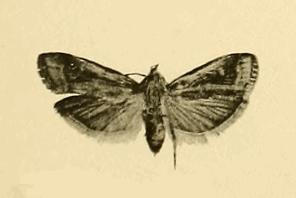

## Các loài
- - Acrobasis bithynella
  - Acrobasis centunculella
  - Acrobasis consociella
  - Acrobasis glaucella
  - Acrobasis obliqua
  - Acrobasis obtusella
  - Acrobasis porphyrella
  - Acrobasis romanella
  - Acrobasis sodalella
- nhóm loài "vaccinii"
  - Acrobasis amplexella
  - Acrobasis vaccinii
- nhóm loài "indigenella"
  - Acrobasis indigenella
- nhóm loài "tricolorella"
  - Acrobasis tricolorella
- "comptella"
  - Acrobasis comptella
- nhóm loài "minimella"
  - Acrobasis blanchardorum
  - Acrobasis minimella
- nhóm loài "caryae"
  - Acrobasis caryae
  - Acrobasis caulivorella
  - Acrobasis elyi
  - Acrobasis evanescentella
  - Acrobasis juglanivorella
  - Acrobasis nuxvorella
  - Acrobasis texana
- nhóm loài "stigmella"
  - "Acrobasis angusella
  - Acrobasis aurorella
  - Acrobasis demotella
  - Acrobasis exsulella
  - Acrobasis latifasciella
  - Acrobasis stigmella
- nhóm loài "palliolella"
  - Acrobasis caryalbella
  - Acrobasis juglandis
  - Acrobasis kearfottella
  - Acrobasis palliolella
- nhóm loài "caryivorella"
  - Acrobasis caryivorella
- nhóm loài "cunulae"

Acrobasis betulella
- - Acrobasis betulivorella
  - Acrobasis carpinivorella
  - Acrobasis cirroferella
  - Acrobasis comptoniella
  - Acrobasis coryliella
  - Acrobasis cunulae
  - Acrobasis irrubriella
  - Acrobasis kylesi
  - Acrobasis normella
  - Acrobasis ostryella
  - Acrobasis rubrifasciella
  - Acrobasis sylviella